# تاکاگی سان آزاردهنده ماهر
تاکاگی سان آزاردهنده ماهر (به انگلیسی: Teasing Master Takagi-san) مجموعه مانگا ژاپنی است که توسط سوئیچیرو یاماموتو نوشته و تصویرگری شده و از ژوئن ۲۰۱۳ تا اکتبر ۲۰۲۳ انتشار یافت. این اثر در بیست جلد تانکوبون گردآوری شده است. داستان دربارهٔ زندگی روزمره تاکاگی است که دوست دارد همکلاسی خود نیشیکاتا را اذیت کند.
مجموعه تلویزیونی انیمه اقتباش شده از این اثر تولید استودیو شین-ای انیمیشن از ژانویه تا مارس ۲۰۱۸ پخش شد. فصل دوم از جولای تا سپتامبر ۲۰۱۹ و فصل سوم از ژانویه تا مارس ۲۰۲۲ پخش شدند.
در سال ۲۰۲۱ تاکاگی سان آزاردهنده ماهر برنده شصت و ششمین جوایز مانگای شوگاکوکان در رده شونن شد. تا اکتبر ۲۰۲۳، این اثر بیش از ۱۲ میلیون نسخه فروخته است.

## داستان
دو دانش آموز دبیرستانی نیشیکاتا و تاکاگی کنار هم می‌نشینند. تاکاگی از تمسخر نیشیکاتا با شوخی‌ها و شوخی‌های شرم آور لذت می‌برد. در پاسخ، نیشیکاتا برنامه‌هایی برای انتقام گرفتن از او می‌چیند.